# Stenele obsoleta
Stenele obsoleta là một loài bướm đêm trong họ Geometridae.